# Лето (митологија)
Лето (грч. Λητώ) је у грчкој митологији Титанка, Кејова и Фебина кћер, Астеријина сестра и мајка олимпијских богова Аполона и Артемиде. Рођена је на острву Косу или у земљи Хиперборејаца.

## Митологија
Према старијем предању, она је супруга врховног бога Зевса, али касније је проглашена једном од његових многобројних љубавница. У Дидими крај Милета је са Зевсом зачела божанске близанце, али је љубоморна Зевсова супруга Хера покушала да спречи порођај своје супарнице. Зато је Лето дуго лутала светом јер ниједно место није желело да је прими. Бремениту Лето је прогањала и аждаја Питон (или зато што ју је Хера послала или зато што је знала да ће је убити Летин син Аполон). Тек када је дошла до острва Дела и њеним становницима обећала богатство и славу, могла је да ступи на њега како би се породила. Према једном предању, Хера је одредила да Лето може да се породи само на месту које још Сунце није обасјало. Тада јој је помогла њена сестра Астерија која се била преобразила у стену на дну мора. Стена је изронила и тако је настало острво које до тада није било обасјано Сунцем. Међутим, иако су све богиње дошле на острво како би присуствовале порођају, ту није био крај Летиним мукама. Хера је на Олимпу задржала једино богињу порођаја Ејлејтију, тако да Лето није могла да се породи девет дана и девет ноћи. Ирида је подмитила Ејлејтију дајући јој дивну златну огрлицу и када је богиња порођаја ступила на Дел, Лето се породила.

## Култ
Поштована је у Ликији као самостално божанство, слично Кибели и њени култови су нађени на више места у Малој Азији. Њено име је изведено из ликијске речи „лада“ што значи жена. У Грчкој је поштована тек касније и то најчешће уз своју децу.